# Герб Партизанского района (Приморский край)
Герб муниципального образования Партизанский район Приморского края Российской Федерации — является официальным символом района.
Герб утверждён Решением № 184 Думы Партизанского муниципального района 27 сентября 2005 года.
Герб внесён в Государственный геральдический регистр Российской Федерации под номером № 5777.

## Описание герба
«В лазоревом поле на таковой же оконечности — две зелёные горы (правая из которых выше) с возникающим из-за них золотым сияющим солнцем (без изображения лица); поверх гор и оконечности — взлетающий вправо золотой фазан с воздетыми крыльями»..

Герб Партизанского района может воспроизводиться в двух равно допустимых версиях: без вольной части и с вольной частью — четырёхугольником, примыкающим к верхнему правому углу герба Партизанского района с воспроизведенными в нём фигурами герба Приморского края.
Герб Партизанского муниципального района в соответствии с «Методическими рекомендациями по разработке и использованию официальных символов муниципальных образований», утверждёнными Геральдическим советом при Президенте Российской Федерации 28 июня 2006 года (гл. 8 п. 45), может воспроизводиться со статусной короной установленного образца.

## Описание символики
В основу герба Партизанского муниципального района легли три основные характеристики района — его природный ландшафт (сопки), богатство лесами (зелёный цвет) и уникальная фауна участка Уссурийской тайги, на котором расположен район (фигура фазана).
Лазоревый цвет поля герба символизирует богатство района водными ресурсами: морское побережье (десятая часть всей границы района приходится на прибрежную зону Японского моря) и реку Партизанскую с её многочисленными притоками.
Зелёный цвет сопок символически отражает богатство района лесами. В этих лесах поражает разнообразие и смешение южной и северной флоры и фауны. Южные древовидные лианы обвивают стволы северных таежных елей, северный олень встречается с уссурийским тигром, типичным представителем южной фауны. Более 2000 видов растений, около 30 видов млекопитающих и около 200 видов птиц — все это фауна Партизанского района, часть из которой уникальна и занесена в Красную книгу России.
Фазан, наиболее часто встречающаяся птица на территории района — символ экзотичности этой фауны, символ удачи и процветания. Считается, что золотой фазан способен к перерождению в Феникса — символа возрождения, воскрешения.
Уникальность природы Партизанского района выражается и в красивейших горных массивах, таких как хребет Лазовский, считающийся самым крупным древним образованием рифовых массивов известняков Пермского периода, хребет Алексеевский с одной из самых высоких в Приморье горой Ольховой и другие.
Лазурь — символ возвышенных устремлений, искренности, преданности, возрождения.
Зелёный цвет символизирует весну, здоровье, природу, надежду.
Золото — символ высшей ценности, величия, великодушия, богатства, урожая.
Серебро — символ чистоты, ясности, открытости, божественной мудрости, примирения.

## История герба
Герб Партизанского района был утверждён 27 сентября 2005 года решением Думы Партизанского муниципального района № 184.
Герб имел следующее описание: «В лазоревом щите золотое солнце с лучами, встающее над зелеными сопками. В центре — стилизованная золотая фигура фазана с распахнутыми крыльями, стремящаяся ввысь. В вольную часть включен герб Приморского края».
В 2009 году герб района, его описание и обоснование символики были доработаны Союзом геральдистов России.
5 ноября 2009 года Решением № 128 Думы Партизанского муниципального района было принято новое Положение «О гербе Партизанского муниципального района», в котором было изменено описание герба и его символики. Впоследствии герб был внесён в Государственный геральдический регистр Российской Федерации.
Герб разработан при содействии Союза геральдистов России.
Авторы герба: идея герба (2005 г.) — Сергей Шерстнев, Рита Томашева, Надежда Фролова (с. Владимиро-Александровское); геральдическая доработка — Константин Мочёнов (Химки); художник и компьютерный дизайн — Ольга Салова (Москва); обоснование символики — Вячеслав Мишин (Химки).
Существует вариант герба Партизанского района с внешними украшениями (официально не утверждён) — щит украшен с правой стороны пшеничным колосом и слева еловой ветвью с шишками (описание от щитодержателя), колос и еловую ветвь обвивает белая лента с надписью «Партизанский район».